# Jacinto Rodrigues Pereira Reis
Jacinto Rodrigues Pereira Reis (Minas Gerais, 1768 – 13 de março de 1882) foi um médico brasileiro. Foi Presidente da Academia Imperial de Medicina (hoje Academia Nacional de Medicina).